# Stiphropus soureni
Stiphropus soureni es una especie de araña del género Stiphropus, familia Thomisidae.

## Distribución
Se distribuye por Asia: India, Nepal y Bután.

## Taxonomía
Fue descrita por Sen en 1964.
Tratamiento taxonómico
La especie aparece registrada y publicada en On a new spider of the genus Stiphropus Gerstaecker, 1873, from India (Thomisidae: Arachnida). Journal of the Zoological Society of India 16: 65–67.